# جامع‌السعادات
جامع‌السعادات از معروف‌ترین کتاب‌های اسلامی در زمینه علم اخلاق است که ملا مهدی نراقی آن را به عربی نوشته است.

## مشخصات
جامع السعادات در ۳ جلد و توسط ملا مهدی نراقی نوشته شده است. این کتاب به عربی بوده و در کنار کتاب‌های چون احیاء الاحیاء فیض کاشانی و معراج السعاده از کتاب‌های اخلاقی شیعه محسوب می‌شود. جامع السعادات بارها در ایران، لبنان و عراق چاپ شده است.

## ترجمهٔ فارسی
این کتاب با ترجمهٔ سید جلال الدین مجتبوی در سال ۱۳۶۴ منتشر و در مراسم کتاب سال جمهوری اسلامی ایران به‌عنوان کتاب برگزیده معرفی شد.

## گزیده ها
ملا احمد نراقی که فرزند ملا مهدی نراقی است جامع السعادات پدر خویش را به فارسی ترجمه و تلخیص نموده و نام آن را معراج السعاده نهاده است. چنان که محمد حسن قزوینی جد صاحب طرائق الحقائق، نیز این اثر را به درخواست ملا مهدی نراقی به عربی خلاصه نموده و نامش را کشف الغطاء عن وجوه مراسم الاهتداء نهاده است.

## منبع
1. ↑  آیینه دوران: گزارش سی و شش دوره کتاب سال ایران، تهیه و تنظیم مؤسسه خانه کتاب، تهران: خانه کتاب‏‫، ۱۳۹۷

- لغتنامه دهخدا؛ واژه جامع السعادات
- فرهنگ معین
- الذریعه آقا بزرگ تهرانی